# Bristol Berkeley
El Bristol Berkeley fue construido según una especificación del Gobierno británico por un bombardero monomotor diurno o nocturno. Se construyeron tres de estos biplanos biplaza, pero no se adjudicó ningún contrato para su producción posterior.

## Diseño y desarrollo
En agosto de 1923, los fabricantes de aviones británicos fueron invitados a presentar diseños para cubrir la Especificación 26/23 del Ministerio del Aire, que solicitaba un bombardero diurno o nocturno biplaza con un único motor Rolls-Royce Condor. El Berkeley fue la respuesta de Bristol, diseñado en gran parte por W.T. Reid, con los toques finales del diseñador jefe de Bristol durante mucho tiempo, Frank Barnwell. Era un biplano de tres vanos, de estructura totalmente metálica y recubierta de tela, con alas de mismas envergaduras, sin flecha ni decalaje, con alerones tipo Frise en los planos superior e inferior. Estructuralmente, las alas eran de acero laminado y duraluminio.
El fuselaje estaba construido con tubos de acero y tenía una sección transversal rectangular. El piloto se sentaba por delante del borde de ataque del ala en una cabina abierta y el artillero/observador, en una cabina bien a popa, equipado con una ametralladora Lewis de 7,7 mm montada en un anillo Scarff. También podía acceder al puesto del apuntador de bombardeo, acostándose boca abajo en el suelo del avión. La cola horizontal estaba situada en la parte superior del fuselaje y arriostrada desde debajo, llevando elevadores cuyos compensadores sobresalían más allá de las superficies fijas. El timón era alto y también estaba compensado por plano, pero de forma más elegante que los elevadores, con el borde deslizándose suavemente hacia el empenaje. El tren de aterrizaje era de vía ancha, montado en las alas, por debajo de los soportes interplanares de la sección central y arriostrado al fuselaje.
El motor Condor de 490 kW (650 hp) movía una hélice bipala y tenía, después de algunas aportaciones del Ministerio del Aire, un radiador montado en el morro, debajo del eje de la hélice. El Ministerio recomendó que las alas de los dos primeros Berkeley de los tres especificados en el contrato debían tener alas de madera para acelerar la finalización, y que el tercero fuera completamente metálico. Para la segunda y tercera máquinas se solicitaron hélices metálicas Leitner-Watts. El primer Berkeley voló el 5 de marzo de 1925.
El Type 90 Berkeley fue el primer avión de Bristol en recibir un número de modelo al comienzo de su diseño, en lugar de hacerlo retrospectivamente.

## Historia operacional
El primer Berkeley fue aceptado para realizar pruebas en RAF Martlesham Heath en mayo de 1925 y permaneció allí hasta noviembre. Otros aviones que compitieron por contratos de producción fueron el Handley Page Handcross, el Hawker Horsley y el Westland Yeovil. El Handcross y el Berkeley eran las dos máquinas más grandes y por esa razón se consideraron más adecuadas para el bombardeo nocturno; desafortunadamente para Handley-Page y Bristol, el Ministerio del Aire ya había decidido, basándose en la experiencia con el Avro Aldershot, que los aviones monomotores no eran adecuados para el bombardeo nocturno. Al final, el único contendiente exitoso fue el Horsley, elegido para el papel de bombardero diurno.
El segundo Berkeley fue aceptado por el Ministerio del Aire en diciembre de 1925 y el tercero, totalmente metálico, en junio del año siguiente. Los tres fueron enviados al Royal Aircraft Establishment (RAE) para realizar vuelos experimentales. El segundo avión realizó pruebas comparativas de una hélice de madera de cuatro palas frente a su hélice original bipala de acero. Uno de los tres Berkeley todavía volaba con el RAE a finales de 1930.

## Operadores
Reino Unido
- Real Fuerza Aérea

## Especificaciones
Referencia datos: Barnes, 1964

### Características generales
- Tripulación: Dos (piloto y artillero/bombardero)
- Longitud: 14 m (46,1 ft)
- Envergadura: 17,7 m (57,9 ft)
- Altura: 4,3 m (14 ft)
- Superficie alar: 91,5 m² (984,9 ft²)
- Peso vacío: 2360 kg (5201,4 lb)
- Peso cargado: 4140 kg (9124,6 lb)
- Planta motriz: 1× motor lineal V12 refrigerado por agua Rolls-Royce Condor III.
  - Potencia: 485 kW (669 HP; 660 CV)
- Hélices: Bipala de paso fijo

### Rendimiento
- Velocidad máxima operativa (Vno): 193 km/h (120 MPH; 104 kt)
- Alcance: 12 h

### Armamento
- Ametralladoras: 

  - 1x Lewis de 7,7 mm flexible sobre anillo Scarff en cabina trasera
- Bombas: 227 kg

## Aeronaves relacionadas

### Secuencias de designación
- Secuencia Numérica (interna de Bristol): ← 86 - 88 - 89 - 90 - 91 - 92 - 93 →